# Jean de Maisonseul
Jean de Maisonseul, né le 3 août 1912 à Alger en Algérie et mort à Cuers le 3 juin 1999, est un urbaniste et peintre français.

## Biographie
Jean Pandrigue de Maisonseul naît à Alger le 3 août 1912. Lors de la conquête de l'Algérie son arrière-grand-père, officier de marine originaire du Vivarais, avait débarqué à Sidi-Ferruch le 4 juillet 1830, son grand-père était également marin, amiral puis commandant du port d'Alger, son père avocat. Jean de Maisonseul commence à dessiner en 1922. À partir de 1928 il suit des cours de peinture à l'« Académie-Art » d'Alfredo Figueras, peintre catalan réfugié politique à Alger, ami de Picasso. Il s'y lie avec le peintre algérois Louis Bénisti. De 1929 à 1934 il travaille comme dessinateur chez Pierre-André Émery (es), architecte suisse installé à Alger en 1928 après avoir été un proche collaborateur de Le Corbusier à Paris. Maisonseul suit parallèlement de 1930 à 1933 des cours d'architecture à l'École des beaux-arts d'Alger. 
En 1931 Maisonseul côtoie Le Corbusier qui séjourne régulièrement en Algérie de 1931 à 1936, lui faisant visiter la Casbah d'Alger. « Nous mesurions les marches des escaliers, les banquettes de maçonnerie, les dimensions des ouvertures et des niches, les hauteurs sous plafond et celles des appuis des parapets des terrasses. Ces mesures tournaient autour des constantes (…) que je retrouvais vingt ans plus tard à la publication du Modulor », se souviendra-t-il. En 1931 Maisonseul se lie également avec Albert Camus, rencontré grâce à son condisciple Max-Pol Fouchet, qui lui donne à lire ses premières œuvres encore inédites.
En 1936 une bourse permet à Maisonseul d'obtenir un diplôme d'urbanisme à l'Institut d'urbanisme de l'université de Paris. De retour en Algérie en 1939 il est dessinateur au Bureau du Plan régional d'Alger bientôt devenu Service d'urbanisme du département d'Alger, qu'il dirige de 1947 à 1956. Il est simultanément secrétaire général de l'Institut d'urbanisme de l'université d'Alger. Participant au développement rapide de la ville d'Alger, il prend une large part dans le classement des monuments et sites historiques de l'Algérie.
Se rapprochant du philosophe André Mandouze, Maisonseul rencontre à partir de 1946 de nombreux intellectuels et artistes algérois. Il se lie particulièrement avec le poète Jean Sénac, participe aux revues « Soleil » puis « Terrasses » qu'il anime, et commence à exposer ses dessins et ses peintures à la librairie d'Edmond Charlot. Il fait la connaissance, en 1947 de Baya, recueillie par la tante de Mireille Farges qu'il épousera en 1956, et participe de 1952 à 1954 aux efforts des « Amis du Théâtre Arabe » qui tentent de nouer un dialogue interculturel. Après le tremblement de terre d'Orléansville (aujourd'hui Chlef), du 9 septembre 1954, Maisonseul est chargé du plan d'urbanisme pour la reconstruction de la ville.
En 1956 Maisonseul et ses « Amis du théâtre arabe », qui ont créé un comité pour la paix, se rapprochent de Camus venu à Alger le 22 janvier prononcer son discours « L'Appel pour une Trêve Civile en Algérie » dont, grâce aux efforts de Maisonseul et d'Amar Ouzegane, les responsables nationalistes de la zone d'Alger acceptent l'idée mais que rejettent les dirigeants français tels que Guy Mollet qui, le soir même de la « journée des tomates » (6 février 1956), reçoit en vain Maisonseul et les « Libéraux » algérois. Sur dénonciation et après perquisition Maisonseul est rapidement malmené par le pouvoir, accusé d'atteinte à la sûreté de l'État, incarcéré le 26 mai à la prison Barberousse. « Il faudra de toute nécessité m'arrêter aussi », écrit dans Le Monde Camus qui le défend aussitôt énergiquement, jusqu'à sa libération provisoire le 12 juin . 
Jean de Maisonseul expose en 1960 à la galerie Comte-Tinchant avec Jean-Aimé-Roger Durand et René Sintès. Nommé en novembre 1962 conservateur du Musée national des beaux-arts d'Alger au titre de la coopération, à la demande du ministère algérien de l'Éducation nationale, il mène les longues négociations qui aboutissent en 1970 à la restitution des quelque 300 œuvres du Musée déposées au Louvre à la veille de l'Indépendance - « bien que dès le début André Malraux, alors ministre de la Culture, ait reconnu que ces œuvres appartenaient à l'Algérie », précisera-t-il. Dès juillet 1963 Jean de Maisonseul assure la réouverture du Musée, en y introduisant les œuvres des jeunes peintres algériens. Il participe à l'exposition des « Peintres algériens » organisée pour les « Fêtes du 1er novembre » et préfacée par Jean Sénac et organise une rétrospective des gouaches de Baya qu'il encourage à reprendre son travail, interrompu après son mariage depuis près de dix ans. « Ce sont des amis, les de Maisonseul, de très grands amis, qui m'ont poussée », confie Baya en 1994 : « quand j'ai repris mon premier pinceau, mon premier papier, c'était Mireille et Jean de Maisonseul qui me les avaient offerts ». Jean de Maisonseul préfacera par la suite les nouvelles expositions de Baya. Maisonseul sera aussi un des principaux mécènes de la jeune peintre Bettina Heinen-Ayech (1937-2020) qui s'est installée en Algérie en 1963. Il entreprendra en 1968 pour le Musée national des Beaux-Arts d'Alger les premiers achats d'œuvres de l'artiste. En 1963 à Alger, l'année suivante à Paris et de nouveau à Alger, Maisonseul participe simultanément au milieu de ses amis peintres aux premières expositions collectives qui suivent l'indépendance du pays et demeure jusqu'à sa disparition attentif aux développements de leurs œuvres.
À partir de 1964 Maisonseul expose régulièrement à Alger. Il est nommé en 1970 directeur de l'Institut d'urbanisme de l'université d'Alger, poste qu'il occupe jusqu'en 1975. Après la mort à Alger de Jean Sénac le 30 août 1973 il se dévoue à sa mémoire par la création de « fonds Sénac » à la Bibliothèque nationale d'Alger et aux Archives de la ville de Marseille. À sa retraite en 1975 il quitte l'Algérie pour s'installer à Cuers, près de Toulon (Var), s'y consacre à sa peinture et multiplie les expositions, notamment à Sens en 1982, chez Edmond Charlot à Pézenas en 1984, au Centre culturel Algérien à Paris et au Musée Picasso d'Antibes en 1988, et à Toulon. Il meurt à Cuers le 3 juin 1999. 
Jean de Maisonseul a été membre de l’Iliazd-Club de 1991 à sa mort.

## L'œuvre picturale
À travers les décennies la peinture de Jean de Maisonseul aborde de nombreux thèmes selon des approches variées, depuis l'évocation des Prisonniers, « révoltés » ou « criants », des Mendiants, Aveugles et Bergers (1955-1961), des paysages de Tipaza et du Chenoua ou du Sahel (1965-1966), jusqu'à ses Philosophes des années 1990, proches « des vieux cyniques grecs ». L'une des veines les plus constantes et les plus originales de son œuvre est liée à son attention renouvelée à l'univers des pierres.
Peinture « minérale », observe d'emblée Camus. Dans l'introduction qu'il écrit en août 1987 pour des textes datant de 1947 et 1948, édités quelques mois après sa mort (Les Quatre Vents, Éditions Domens, Pézenas, 1999) Maisonseul raconte lui-même comment il découvre en 1949 « la lecture des signes inscrits sur les pierres » qu'il ramasse dans les criques, au pied des falaises et des éboulis du Chenoua.  « Il y a deux façons de les regarder pour tenter de les voir », écrit-il : à la manière d'une sculpture, « en les élevant dans l'espace », ou d'une peinture, « en suivant les signes inscrits sur leur face ». C'est dans cette lecture qu'il s'engage. « C'est surtout au langage des signes que je m'intéressais, découvrant qu'ils se regroupaient par famille de formes, selon des rapports, des concordances, des articulations et des analogies qui constituent un 'style'. Ainsi, je trouvais des galets égyptiens, grecs, hindous, chinois, nègres, aztèques… et aussi les plus beaux Kandinsky ou Klee que je n'aurais pas pu reconnaître il y a cinquante ans en les rejetant dans ce que j'appelais 'les formes du futur' parce qu'elles n'avaient pas encore été nommées ». 

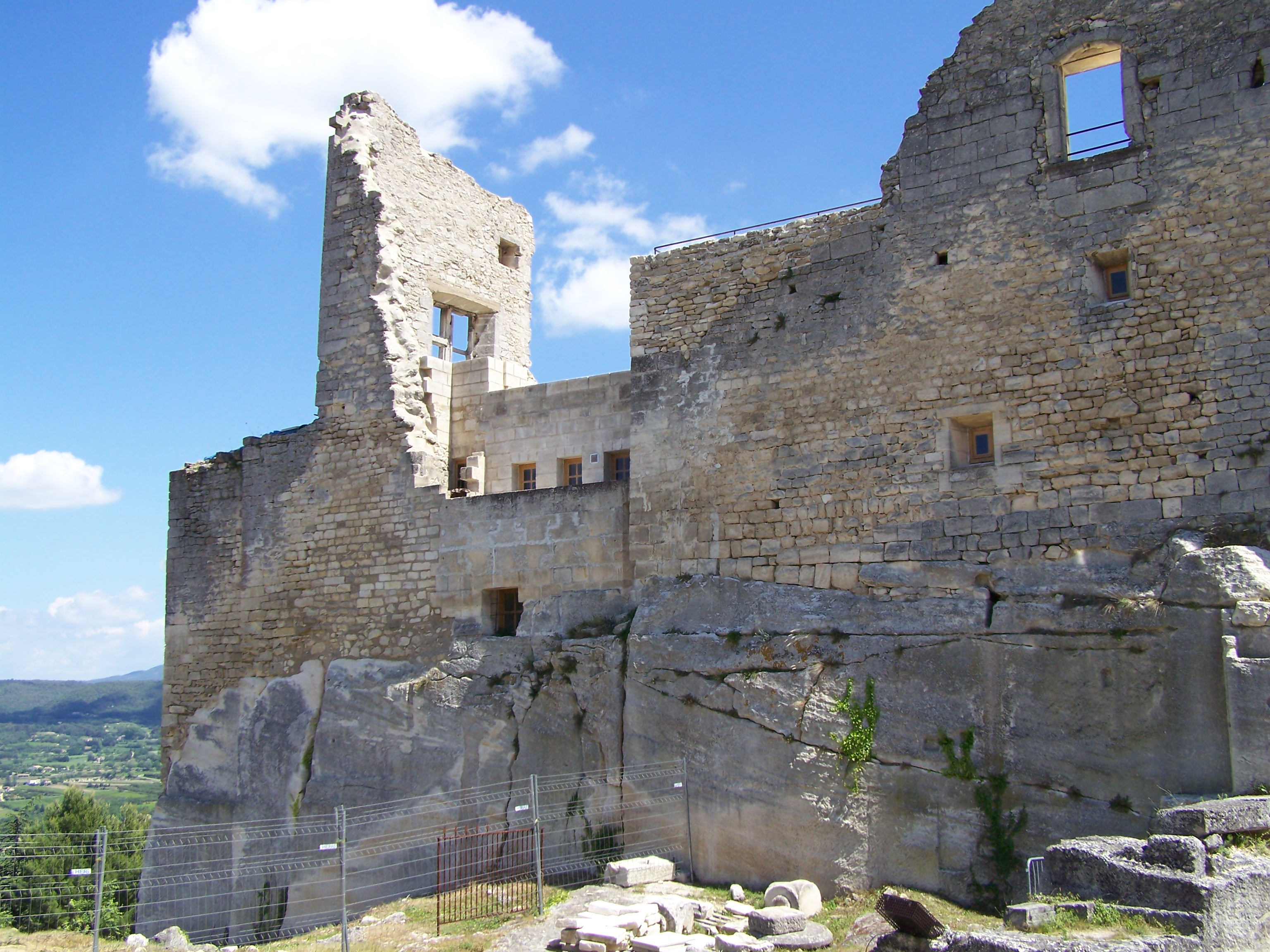
Le château de Lacoste, thème de nombreux dessins de Jean de Maisonseul

« Je me mis à apprendre la lecture des signes inscrits sur les pierres, les dessinant et les peignant, travail que je poursuis encore », résume-t-il. Se rattachent en effet à cette démarche les œuvres que Maisonseul présente bien plus tard sous les titres Formations puis Nomination des pierres à Alger en 1972 et 1973, Pierres du Soleil, jaunes et noires, à Sens en 1983, Pierres de la Nuit, noires et bleues ou rougeoyantes, en 1984 chez Edmond Charlot à Pézenas, Fontaine-de-Vaucluse, Pierre et Eau au Musée Picasso d'Antibes en 1988, Déserts/Brisures, Objets de l'espace et Écorces de la Nuit en 1980 et 1992 à Toulon. Ces séries de dessins aux encres typographiques et de peintures, pour la plus large part réalisées par Maisonseul après son départ d'Alger et son installation à Cuers en 1976, poussent au plus loin sa quête au bord de l'essentiel. Ces œuvres étendent, affinent un même regard sur des thèmes distincts et parents qui se succèdent et se répondent. Jean de Maisonseul rencontre ainsi en chemin le Château du Marquis de Sade (1974) à Lacoste dans le Luberon, dont il reconstruit la silhouette, relevant, d'« élévations » en « plans perspectifs », terrasses, arcades, fenêtres et tours de leurs ruines.

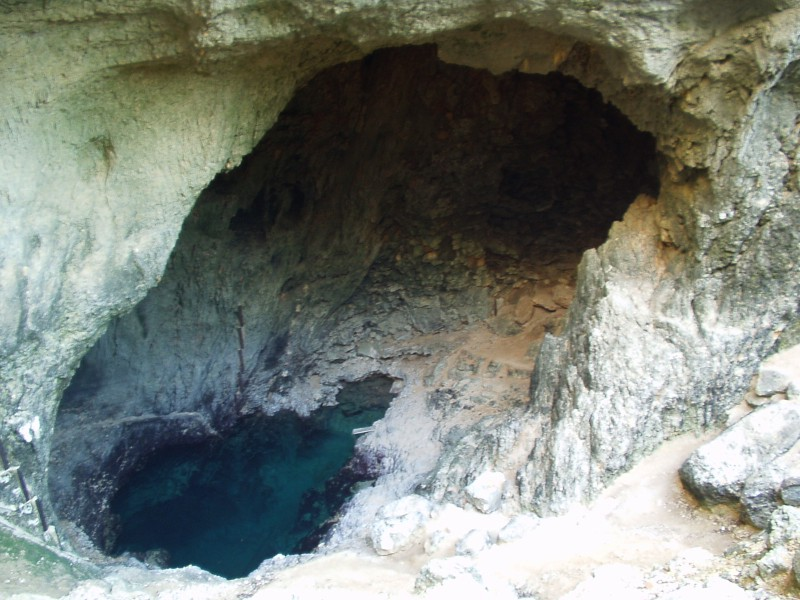
La Fontaine-de-Vaucluse, thème de nombreux dessins de Jean de Maisonseul

C'est le château inverse de La Falaise et du Gouffre (1979) que fait apparaître quelques années plus tard la série de l' Affleurement des eaux à la Fontaine-de-Vaucluse. Au spectacle de la déconstruction au long du temps succède celui des constructions mêmes de la pierre, le dévoilement de ses premières architectures. « Pour qui sait le tragique, il n'est d'autre réalité que l'apparence des formes faites et défaites par la vie”, notera Maisonseul (“Louis Bénisti”, Espace Interrogation, Toulon, 1993). Sur ses dessins et peintures monochromes l'eau se fait pierre fluide, la roche eau densifiée. L'univers de la pierre semble chez Maisonseul contenir toutes les formes, jusqu'à celles du corps humain (Roche et eau, 1978). Dans la voie de cette minéralisation, le ciel même se fait roche transparente en suspension (Brumes du matin, 1979), l'arbre château de pierre vivante (Arbre de nuit, 1982; Écorces de la nuit, 1990-1991).
À propos de ces œuvres Jean de Maisonseul résume en 1992 et 1994 les étapes de sa démarche. Il redéfinit en peinture l'usage du « tracé régulateur », familier à sa pratique architecturale, qui selon Le Corbusier « confère à l'œuvre l'eurythmie » et apporte « la perception bienfaisante de l'ordre ». Le principe, écrit Jean de Maisonseul, « consiste à relier par des droites les points donnés par les modules des quatre côtés de la surface du support, ouvrant ainsi plusieurs éventails dont le recoupement des branches propose de multiples points de passage possible, points structurant la représentation qu'on se propose. (…) Un point nous donne le chemin. » En un premier dessin Jean de Maisonseul esquisse au long de ces points d'articulation les tensions qui porteront les mouvements du regard, menant à « une construction qui devient écorce, sculpture, architecture ». Un second dessin y infiltre par le clair-obscur « ombres, lumières, pénombres ». Dans le troisième les couleurs introduisent « la radiation de la lumière, ses modulations ». En un dernier moment le peintre poursuit sa recherche sur des contreplaqués de grands formats « par des frottis et des glacis de couleur étendue sur des enduits de haute pâte ». 
En ses étapes ordonnées, la démarche de Jean de Maisonseul, unique dans l'art contemporain, apparaît rigoureusement réfléchie et tout à la fois libérée de toute contrainte. « L'étendue dans le temps du travail des différents dessins et le passage à la peinture à l'huile conduisent à des modifications, des variantes, des fantaisies suivant l'heure et l'humeur du peintre et des propositions plastiques possibles », précise-t-il. Le dessin préparatoire n'est que « filet protecteur », les peintures au-delà « sont livrées à l'aléatoire des grands jus, clairs-obscurs monochromes colorés », confie Maisonseul de ses Pierres de Nuit. Le calcul de la trame, moyen et non recette, n'emprisonne pas la démarche du peintre, lui assure plutôt les conditions d'une découverte créatrice. 
Cette découverte apparaît chez Maisonseul simultanément plastique et poétique. Dans la reconstruction solennelle de l'espace transparaît un univers tout de silence. Au plus profond de la durée géologique Maisonseul fait entrer dans l'instant arrêté de la présence la plus pure, « affleurer la conscience palpable de l'infini », écrit Michèle Domerc Vidal préfaçant les Pierres de la Nuit. Dans l'espace de ses œuvres « physique et métaphysique » s'articulent et communiquent, observe Lorand Gaspar. Stéphane Gruet insiste semblablement sur la dimension « métaphysicienne » de son œuvre. « C'est l'impression d' 'originel' qui immédiatement s'impose devant ces tableaux (…), l'esthétique la plus haute renvoie à la métaphysique la plus nue » analyse encore Jean-Claude Villain. « Chaque fois, Jean de Maisonseul fixe une visitation », écrivait Jean Sénac en 1968 :  « Ce n'est pas impunément que le peintre a vécu avec Camus la genèse des Noces. Il ne s'agit pas d'arrêter le temps mais d'échapper par un instant, un signe, immobilisés dans leur vif, à notre inacceptable temps mortel », ou bien, dans ses œuvres ultérieures, de tenter de rejoindre, au-delà de ce temps mortel, l'instant perpétuel du monde.

## Jugement
« Cette technique ne s'enchante pas vraiment d'elle-même. Elle est soumise pour l'essentiel à l'impérieuse nature africaine qui lui donne ses rochers, ses glaises, ses terres sèches, ses volumes pétrifiés et ses épaisseurs d'ombre humide, mais aussi sa pure lumière tournoyant autour des pierres blanches et carrées. Bien que Maisonseul ait su faire place à l'homme et la plante, il n'a pas cédé au pittoresque, il a soulevé les oripeaux de l'orientalisme (…) Élevé au milieu d'une nature où la pierre et le ciel règnent sur les hommes, il en a tiré (…) une peinture à la fois minérale et aérienne qui témoigne, de façon enfin originale, pour la vérité du pays qui nous est commun. »

— Albert Camus, catalogue de l'exposition de Jean de Maisonseul à la galerie Lucie Weil, Paris, 1958

### Écrits
- Jean de Maisonseul, Guide du Musée national des beaux-arts d'Alger (sans mention du nom de l'auteur), Alger, ministère de l'Éducation nationale, 1970
- Jean de Maisonseul, Les Quatre Vents, Éditions Domens, Pézenas, 1999.

### Album
- Jean de Maisonseul, Prisonniers, mendiants, aveugles et bergers, album de trente dessins, Éditions Obsidiane, Paris, 1988.

### Préface
- René Sintès, dans Sauveur Galliéro - René Sintès, textes de Jean Sénac et Jean de Maisonseul, Centre culturel français, Alger, 1967

### Catalogues
- Jean de Maisonseul, préface d'Albert Camus, Galerie Lucie Weil, Paris, 1958.
- Peintres algériens, préface non signée de Jean Sénac, salle Ibn Khaldoun, Fêtes du 1er novembre, Alger, 1963
- Peintres algériens, textes d'Edmond Michelet et Mourad Bourboune, Musée des Arts décoratifs de Paris, Paris, 1964 (œuvres exposées : Afrique, Berger devant la mer, Ruine, 1963, encres sur papier, 52 × 87 cm)
- Jean de Maisonseul, préface de Jean Sénac, Centre culturel français d'Alger, 1968.
- Jean de Maisonseul, texte de Jean de Maisonseul, Centre culturel français d'Alger, 1972.
- Jean de Maisonseul, textes de Djamel Imaziten, Jean Sénac et Jean de Maisonseul, Centre culturel français d'Alger, 1973.
- Jean de Maisonseul, Pierres de la nuit, textes de Michèle Domerc Vidal (Ce monde qui est le nôtre) et Jean de Maisonseul (Petite note), Le Haut Quartier (Edmond Charlot), Pézenas, 1984.
- Jean de Maisonseul, textes de Jean Pélégri et Jean de Maisonseul, Centre culturel algérien, Paris, 1988.
- Jean de Maisonseul, Fontaine de Vaucluse, Pierre et eau, textes de Pierre Merli, Danièle Giraudy - Pierre Berthier, Lorand Gaspar, Albert Camus, Djamal Imaziten, Boualem Souibès, Le Corbusier, Jean de Maisonseul, Musée Picasso, Antibes, 1988 - Centre culturel français, Alger, 1989.
- Jean de Maisonseul, texte de Jean de Maisonseul, Espace Interrogation, Toulon, 1992.

### Articles et hommages
- Jean de Maisonseul, textes de Albert Camus, Lorand Gaspar, Roger Little, Djamel Imaziten, Serge Meitinger, Massaa'aki Takabataké, poèmes de Hamid Tibouchi et Jean Sénac, dans Solaire no 27, Issirac, décembre 1979.
- Jean de Maisonseul, textes de Jean de Maisonseul (L'éclat des pierres), Roland Simounet, Jean-Pierre Faure, Lorand Gaspar, Pierre Oster Soussouev, Marcel Girard, François Cheng, Jean-Claude Villain, dans Lœss no 24, Saint-Martin-de-Cormières, avril 1986.
- Jean de Maisonseul, textes de Stéphane Gruet, Jean de Maisonseul, dans Poësis no 3, Toulouse, 1995.
- Jean de Maisonseul, textes de Albert Camus, Jean Sénac, Djamal Imaziten, Massaa'aki Takabataké, Michèle Domerc Vidal, Marcel Girard, Jean Pélégri, Jean-Pierre Péroncel-Hugoz, Michel-Georges Bernard, Serge Riniecki, Djilali Kadid, Abdallah Benanteur, Monique Boucher-Benanteur, Jean de Maisonseul, repères biographiques et bibliographiques de Hamid Nacer-Khodja, dans Algérie Littérature/Action no 39-40, Éditions Marsa, Paris, mars-avril 2000  (ISBN 2-913868-12-6).

### Ouvrages généraux
- Jean Sénac, Visages d'Algérie : regards sur l'art, EDIF 2000, Alger et Paris-Méditerranée, Paris, 2002 (reproductions : dessin, p. 103; Formation XII, 1971, et Pierre de Tiahuanaco, 1973, p. 134-135; Sahel, 1965 et Formation VII, p. 160)   (ISBN 2-84272-156-X).
- Marion Vidal-Bué, L'Algérie des peintres 1830-1960, Paris Alger, Paris-Méditerranée EDIF 2000, 2002, 317 p. (ISBN 2-84272-143-8), « Reproduction : Les palmiers, 1948 », p. 55